# Fusicoccum pini
Fusicoccum pini är en svampart som först beskrevs av Preuss, och fick sitt nu gällande namn av Pier Andrea Saccardo 1884. Fusicoccum pini ingår i släktet Fusicoccum och familjen Botryosphaeriaceae.   Inga underarter finns listade i Catalogue of Life.